# Roger de Moulins
Roger de Moulins (m. 1187) fue Gran maestre de los Caballeros Hospitalarios desde 1177 hasta su muerte en 1187, sucediendo a Jobert de Siria.

## Biografía
Los Hospitalarios eran rivales de los Caballeros templarios, pero el papa Alejandro III persuadió a Roger de que hiciera las paces con ellos en 1179. En 1184, realizó un viaje por Europa con Arnaldo de Torroja, el Gran Maestre de los Templarios, y Heraclio, el patriarca de Jerusalén, y estableció la Orden Hospitalaria en Inglaterra, Francia y Alemania. A su regreso, ayudó en el ataque de los normandos a Tesalónica en 1185. 
Durante su tiempo como Gran Maestre de los Hospitalarios, se implicó en la política del Reino de Jerusalén. Roger se opuso a Reinaldo de Châtillon y Guido de Lusignan, y en un principio se negó a ceder su clave de la tesorería real a Guido cuando fue coronado rey de Jerusalén en 1186. Tomó parte en el asalto contra Saladino en Seforia, cerca de Nazaret, el 1 de mayo de 1187, donde murió por una herida de lanza en el pecho. 
Roger fue sucedido por William Borrel, que actuó como custodio de los Hospitalarios por un breve tiempo en 1187, y luego por Armengol de Aspa, que desempeñó el cargo de provisor (custodio) hasta el 1190. No hubo un Gran Maestre hasta que Garnier de Nablus fue elegido en 1190, durante la Tercera Cruzada.
| Predecesor: Jobert de Siria | Gran maestre de la Orden de San Juan de Jerusalén 1177-1187 | Sucesor: Armengol de Aspa |